# Diócesis de Roermond
La diócesis de Roermond (en latín: Dioecesis Ruremundensis y en neerlandés: Bisdom Roermond) es una circunscripción eclesiástica de la Iglesia católica en los Países Bajos. Se trata de una diócesis latina, sufragánea de la arquidiócesis de Utrecht. Desde el 24 de agosto de 2024, su obispo es Cornelius van den Hout.

## Territorio y organización

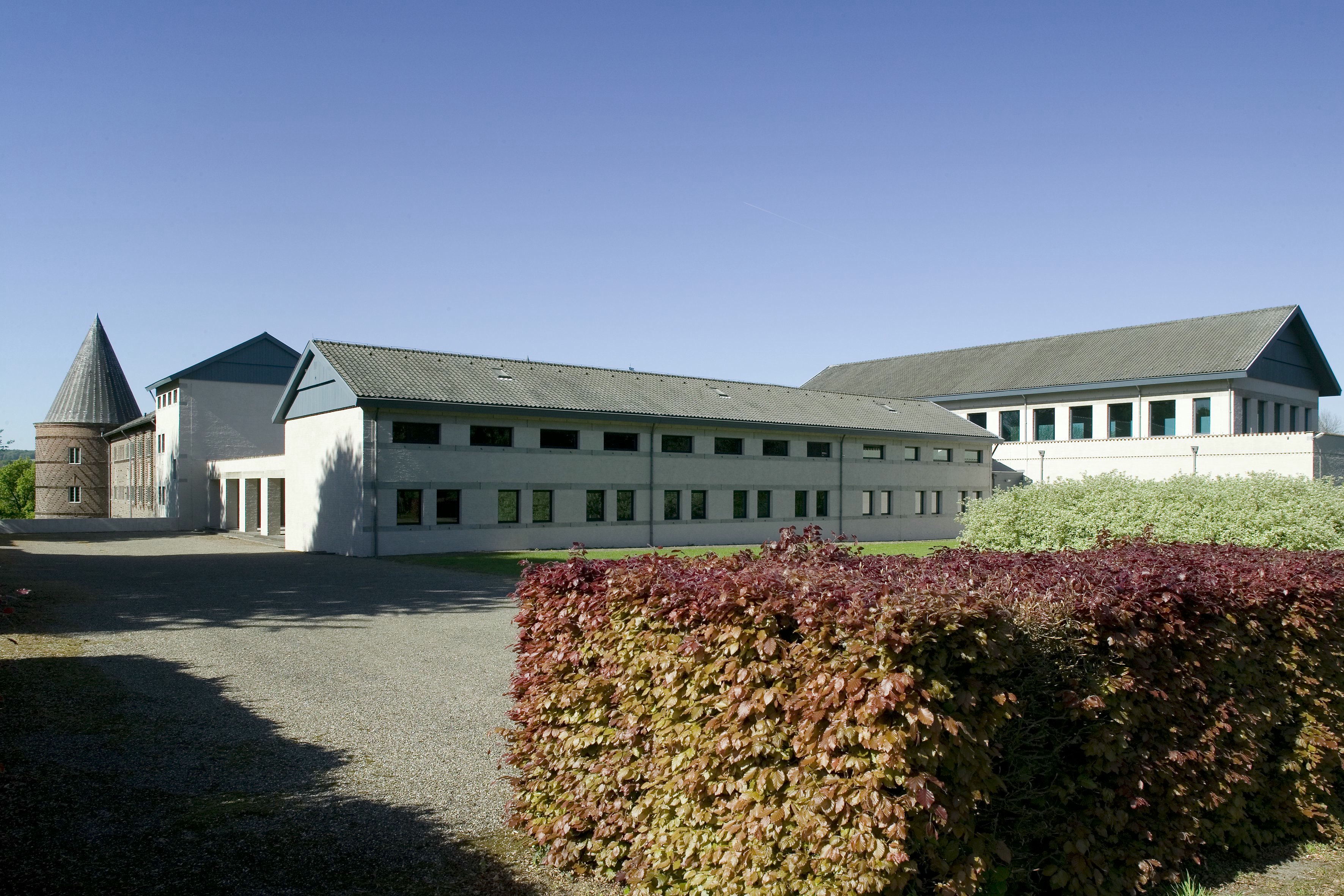
Basílica de San Servacio, en Maastricht

La diócesis tiene 2209 km² y extiende su jurisdicción sobre los fieles católicos de rito latino residentes en la provincia de Limburgo.

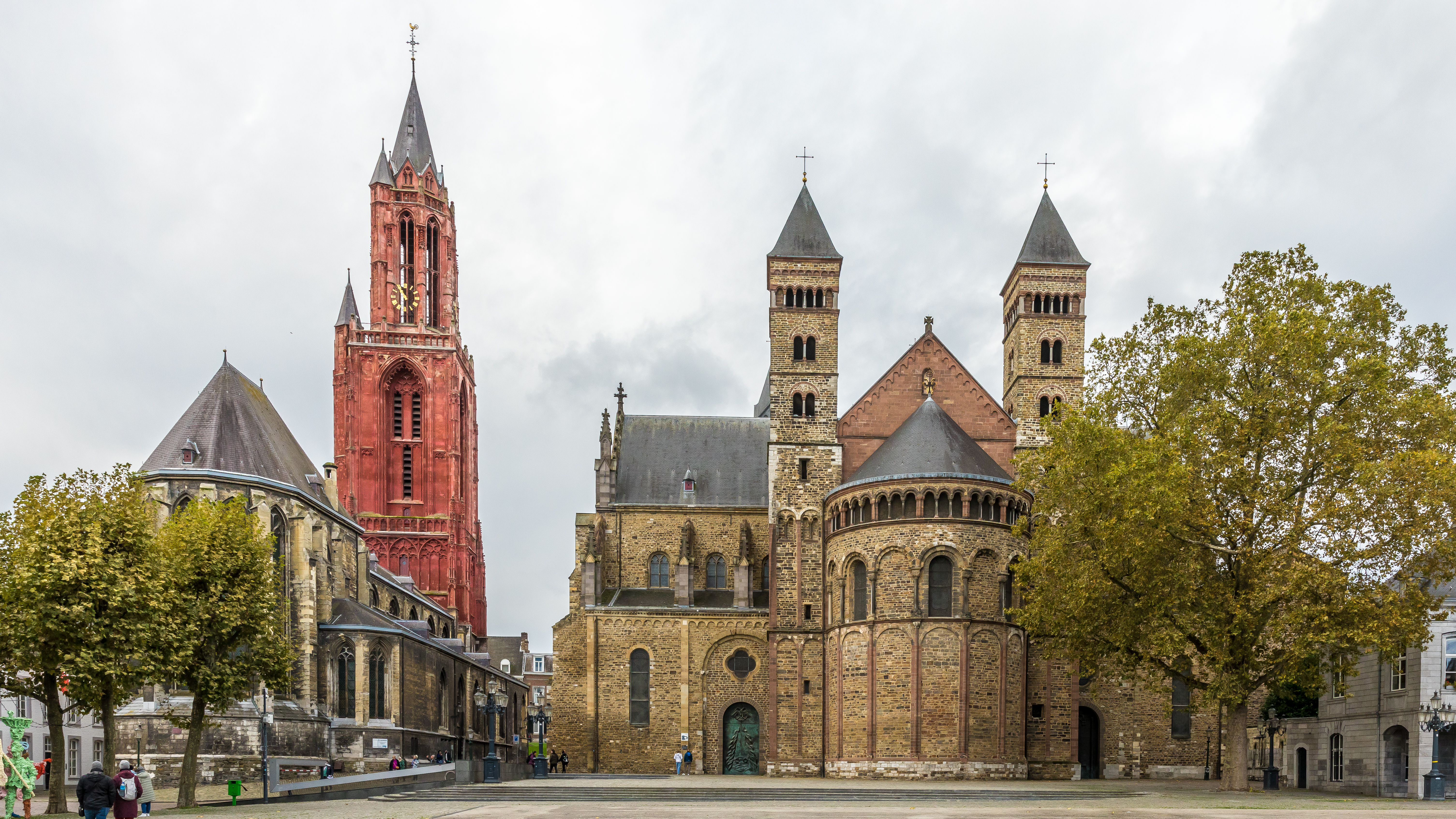
Basílica de San Servacio, en Maastricht

La sede de la diócesis se encuentra en la ciudad de Roermond, en donde se halla la catedral de San Cristóbal. En la diócesis se encuentran la basílica de San Servacio, en Maastricht (catedral de la suprimida diócesis de Maastricht) y otras seis basílicas menores: la basílica de Santa Amalia, en Susteren; la basílica de los Santos Wiro, Plechelmo y Oggero, en Sint Odiliënberg; la basílica del Santísimo Sacramento, en Meerssen; la basílica de Nuestra Señora de la Asunción, en Maastricht; la basílica de Nuestra Señora del Sagrado Corazón, en Sittard; y la basílica de San Martín, en Venlo.
En 2020 en la diócesis existían 288 parroquias.

## Historia
La diócesis de Roermond fue erigida, junto con otras trece nuevas diócesis, el 12 de mayo de 1559 con la bula Super universas del papa Paulo IV, como parte de la reorganización eclesiástica de los Países Bajos españoles, ya intentada con Carlos V y puesta en marcha con Felipe II. La nueva diócesis se derivó del territorio de la arquidiócesis de Colonia y de la diócesis de Lieja y se convirtió en sufragánea de la arquidiócesis de Malinas.
El 7 de agosto de 1561, con la bula Regimini universalis ecclesiae, el papa Pío IV definió los límites de la nueva diócesis, estableció la subdivisión en decanatos con las respectivas parroquias y asignó la dotación para el mantenimiento del obispo.
La diócesis fue suprimida tras el concordato con Napoleón con la bula Qui Christi Domini del papa Pío VII del 29 de noviembre de 1801. Su territorio se dividió entre las diócesis de Aquisgrán y Lieja y los vicariatos apostólicos de Grave y de Megen, erigidos en 1803 e incorporados en 1852 a la diócesis de Bolduque.
El 2 de junio de 1840, con el breve Ubi universalis Ecclesiae del papa Gregorio XVI, se erigió el vicariato apostólico de Limburgo, obteniendo el territorio de la diócesis de Lieja.
El 4 de marzo de 1853, en virtud del breve Ex qua die del papa Pío IX, el vicariato apostólico fue elevado a diócesis y asumió el nombre de diócesis de Roermond.

## Estadísticas
Según el Anuario Pontificio 2021 la diócesis tenía a fines de 2020 un total de 1 086 540 fieles bautizados.
| Año                                                                             | Población            | Población | Población      | Sacerdotes | Sacerdotes    | Sacerdotes    | Bautizados por sacerdote | Diáconos permanentes | Religiosos | Religiosos | Parroquias |
| Año                                                                             | Bautizados católicos | Total     | % de católicos | Total      | Clero secular | Clero regular | Bautizados por sacerdote | Diáconos permanentes | Varones    | Mujeres    | Parroquias |
| ------------------------------------------------------------------------------- | -------------------- | --------- | -------------- | ---------- | ------------- | ------------- | ------------------------ | -------------------- | ---------- | ---------- | ---------- |
| 1950                                                                            | 653 365              | 708 287   | 92.2           | 902        | 808           | 94            | 724                      |                      |            |            | 300        |
| 1969                                                                            | 886 418              | 985 738   | 89.9           | 1520       | 787           | 733           | 583                      |                      | 1764       | 6695       | 348        |
| 1980                                                                            | 990 000              | 1 072 000 | 92.4           | 1248       | 608           | 640           | 793                      | 1                    | 1276       | 4300       | 359        |
| 1990                                                                            | 1 057 426            | 1 099 622 | 96.2           | 1105       | 479           | 626           | 956                      | 31                   | 976        | 3500       | 358        |
| 1999                                                                            | 1 086 000            | 1 138 846 | 95.4           | 879        | 379           | 500           | 1235                     | 56                   | 865        | 2500       | 348        |
| 2000                                                                            | 1 086 000            | 1 138 846 | 95.4           | 868        | 368           | 500           | 1251                     | 56                   | 865        | 2500       | 348        |
| 2001                                                                            | 1 085 734            | 1 139 302 | 95.3           | 842        | 342           | 500           | 1289                     |                      | 846        | 2405       | 352        |
| 2002                                                                            | 1 006 000            | 1 143 000 | 88.0           | 821        | 321           | 500           | 1225                     | 67                   | 846        | 2405       | 339        |
| 2003                                                                            | 1 006 000            | 1 142 017 | 88.1           | 812        | 312           | 500           | 1238                     | 67                   | 846        | 2405       | 337        |
| 2004                                                                            | 1 085 000            | 1 141 889 | 95.0           | 820        | 320           | 500           | 1323                     | 67                   | 846        | 2375       | 336        |
| 2010                                                                            | 1 078 000            | 1 137 003 | 94.8           | 750        | 250           | 500           | 1437                     | 71                   | 708        | 1530       | 329        |
| 2014                                                                            | 1 091 000            | 1 136 000 | 96.0           | 471        | 219           | 252           | 2316                     | 71                   | 440        | 770        | 303        |
| 2017                                                                            | 1 070 970            | 1 116 260 | 95.9           | 446        | 194           | 252           | 2401                     | 69                   | 432        | 730        | 297        |
| 2020                                                                            | 1 086 540            | 1 116 260 | 96.0           | 423        | 171           | 252           | 2568                     | 70                   | 385        | 630        | 288        |
| Fuente: Catholic-Hierarchy, que a su vez toma los datos del Anuario Pontificio. |                      |           |                |            |               |               |                          |                      |            |            |            |

### Vida consagrada
En el territorio de la diócesis, desempeñan su labor carismática religiosos y religiosas, de diferentes institutos de vida consagrada y sociedades de vida apostólica. Entre otros institutos, en Roermond están presentes los benedictinos de la Congregación de Solesmes, la Orden de la Trapa, la Sociedad del Verbo Divino, las Misioneras Siervas del Espíritu Santo, las Hermanas Siervas del Espíritu Santo de la Adoración Perpetua, las Hermanas Franciscanas de Heythuysen, la Comunidad de Enmanuel, las Hermanas de la Caridad de San Carlos, las Hermanas de la Caridad Cristiana de la Preciosísima Sangre, las Dominicas de Santa Cecilia, la Sociedad de las Misiones Africanas y las Siervas del Señor y de la Virgen de Matará. Además de otros movimientos religiosos y sociedades que tienen al interno de su organización ramas de consagrados, tales como el Opus Dei y la Comunidad de San Egidio.

## Episcopologio
- Guillaume Damasi Van der Linden (Lindanus) † (8 de agosto de 1561-12 de febrero de 1588 nombrado obispo de Gante)
  - Sede vacante (1588-1595)
- Henri van Cuyk † (20 de diciembre de 1595-9 de octubre de 1609 falleció)
- Jacques van den Borgh † (10 de enero de 1611-24 de febrero de 1639 falleció)
- Andreas Creusen † (22 de mayo de 1651-9 de abril de 1657 nombrado arzobispo de Malinas)
- Eugenius Albertus d'Allamont † (31 de marzo de 1659-7 de junio de 1666 nombrado obispo de Gante)
- Lancelot de Gottignies † (15 de diciembre de 1670-24 de agosto de 1673 falleció)
- Reginaldus Cools, O.P. † (16 de noviembre de 1676-10 de mayo de 1700 nombrado obispo de Amberes)
- Angelus d'Ongnies et d'Estrées, O.F.M.Cap. † (21 de noviembre de 1701-9 de abril de 1722 falleció)
- François Louis Sanguessa, O.F.M.Rec. † (9 de abril de 1722 por sucesión-11 de agosto de 1741 falleció)
- Jean-Baptiste-Louis de Castillion † (24 de septiembre de 1742-20 de mayo de 1743 nombrado obispo de Brujas)
- Joseph Anselme François Werbrouck † (15 de julio de 1743-17 de enero de 1746 nombrado obispo de Amberes)
- Jean Antoine de Robiano † (28 de marzo de 1746-28 de mayo de 1769 falleció)
- Johann Heinrich von Kerens, S.I. † (18 de diciembre de 1769-3 de abril de 1775 nombrado obispo de Wiener Neustadt)
- Philippe Damien de Hoensbroeck † (29 de mayo de 1775-17 de abril de 1793 falleció)
- Jean Baptiste Robert van Velde de Melroy et Sart-Bomal † (21 de febrero de 1794-29 de noviembre de 1801 renunció)
  - Sede suprimida (1801-1840)
- Joannes Augustus Paredis † (18 de diciembre de 1840-18 de junio de 1886 falleció)
- Franciscus Antonius Hubertus Boermans † (18 de junio de 1886 por sucesión-3 de febrero de 1900 falleció)
- Josephus Hubertus Drehmanns † (3 de febrero de 1900 por sucesión-6 de agosto de 1913 falleció)
- Laurentius Josephus Antonius Hubertus Schrijnen † (28 de marzo de 1914-26 de marzo de 1932 falleció)
- Jozef Hubert Willem Lemmens † (26 de marzo de 1932 por sucesión-31 de diciembre de 1957 renunció[nota 2])
- Jan Michiel Jozef Antoon Hanssen † (31 de diciembre de 1957 por sucesión-25 de junio de 1958 falleció)
- Petrus Joannes Antonius Moors † (26 de enero de 1959-29 de diciembre de 1970 renunció[nota 3])
- Joannes Baptist Matthijs Gijsen † (20 de enero de 1972-23 de enero de 1993 renunció)
- Franciscus Jozef Maria Wiertz (10 de julio de 1993-2 de diciembre de 2017 retirado)
- Hendrikus Marie Gerardus Smeets, desde el 10 de octubre de 2018